# Tschandala
Tschandala (vecchia trascrizione tedesca per l'indiano chandala), a volte italianizzato in ciandala, è un termine utilizzato dal filosofo e scrittore tedesco Friedrich Nietzsche, che prese in prestito dal sistema indiano delle caste, in cui uno Tschandala è un individuo che appartiene alla classe sociale più bassa (sudra e dalit, o paria). L'interpretazione di Nietzsche e l'uso del termine, basato su un concetto di imperfezione, è stato utilizzato da alcuni interpreti come una connessione tra Nietzsche e l'ideologia nazista.
La grafia e la relativa pronuncia corretta del sostantivo italiano è ciandàla.

## Il termine per Nietzsche
Nietzsche usa il termine "Tschandala" in Il crepuscolo degli idoli e in L'Anticristo. Qui utilizza le "leggi di Manu", con il loro relativo sistema di caste, come esempio di un tipo di moralità, di "allevamento/raffinamento" dell'uomo, in contrapposizione alla versione cristiana della morale che tenta di "domare" l'uomo.
In un primo momento, Nietzsche descrisse i metodi cristiani come tentativi proposti a "migliorare" l'umanità. Come metafora, egli usa un animale addestrato in un serraglio che si dice essere "migliorato", ma che in realtà ha perso vitalità ed  è solo indebolito. In un solo modo, dice Nietzsche, il cristianesimo ha "domato" le razze teutoniche.
Le leggi di Manu, d'altro canto, cercano di "migliorare" l'umanità attraverso la creazione di quattro caste di persone, mentre l'ostracismo di questo stesso sistema rende difficile la vita per gli Tschandala, gli "intoccabili". Nietzsche deplora questo tipo di moralità, quella del "selezionatore", proprio come fa per quella del "domatore" cristiano, dato che egli si oppone a tutte le "moralità". Tuttavia, egli la preferisce di gran lunga al cristianesimo, la "morale degli schiavi". A suo avviso, gli editti umilianti e oppressivi contro gli Tschandala sono un mezzo di difesa per mantenere le caste "pure":
Secondo Nietzsche, il cristianesimo è un prodotto del giudaismo, la "religione-Tschandala". Con questo intende dire che ebraismo e cristianesimo sono la moralità che nasce dall'odio degli oppressi (come gli Tschandala) nei confronti dei loro oppressori:
In L'Anticristo, Nietzsche cita ancora una volta la legge di Manu, e la preferisce, in un certo senso, rispetto alla moralità del Giudeo-Cristianesimo. Nietzsche descrive i "più spirituali" e "forti", gli uomini che possono "dire sì" a tutto, anche all'esistenza degli Tschandala, e ciò che si oppone a questo è lo spirito invidioso e vendicativo (ressentiment) degli stessi (la morale degli schiavi contro quella dei padroni). Nietzsche usa anche il termine "Tschandala" per alcuni dei suoi avversari, ad esempio il socialismo.
Tra gli Tschandala non sono comunque inclusi gli ebrei come popolo (altra differenza con il nazismo), ma ad esempio vi sono invece per Nietzsche i preti cristiani.

## La fonte di Nietzsche
Fonte di Nietzsche per la legge di Manu è stato il libro Les législateurs religieux. Manou, Moïse, Maometto (1876) dello scrittore francese Louis Jacolliot. Secondo Annemarie Etter, questa traduzione del Manusmriti non è affidabile e si differenzia notevolmente da altre fonti. Ad esempio, il grande rispetto che dà alle donne, che cita Nietzsche in opposizione alla "misoginia cristiana", non è in realtà contenuta in nessuno degli altri testi usuali.
Nella sua descrizione e interpretazione dello "Tschandala", Nietzsche potrebbe aver seguito una lunga nota di Jacolliot, che fornisce una teoria "incredibile, astrusa e scientificamente del tutto insostenibile" (Etter). Secondo Jacolliot, tutti i popoli semiti, specialmente gli Ebrei, sono discendenti di emigrati Tschandala. Anche se Nietzsche non dice direttamente questo, pare possibile che egli credesse nella teoria di Jacolliot, almeno in una certa misura, anche se, notano gli appunti di Etter, Nietzsche avrebbe facilmente potuto falsificare molte delle teorie pseudo-scientifiche di Jacolliot. In tal modo, potrebbe aver aumentato la tendenza di Jacolliot all'effusiva ammirazione per le antiche saggezza e civiltà orientali con un antisemitismo e anticristianesimo più o meno aperto e pronunciato" (Etter).

## Influenza

### Appropriazione da parte del nazismo
Termini come "razza", "allevamento", "ariana" (assieme ad altri utilizzati nelle sue opere successive) sono stati molto utili per gli ideologi nazisti, che hanno cercato di sfruttarli per il loro programma politico. L'umiliazione spietata e, infine, la distruzione dei più deboli è stata la politica preferita dal nazionalsocialismo. Inoltre, l'analogia di Nietzsche tra gli Tschandala e il giudaismo (vedi sotto) ha offerto una base all'antisemitismo nazista.
Anche se Nietzsche ha utilizzato il termine Übermensch, da nessuna parte nelle sue opere utilizzò il termine contrario Untermensch, che nel XX secolo è diventato un concetto dell'ideologia razzista nazista, impiegato per discriminare gli individui ritenuti "inferiori", come gli ebrei, gli zingari e gli omosessuali. Nietzsche non era un nazionalista, anzi disprezzava esplicitamente determinati aspetti della cultura tedesca e venne perciò definito da alcuni anche come un "anti-antisemita".

### Nella letteratura
Ispirato da Nietzsche, August Strindberg scrisse un romanzo intitolato Tschandala nel 1889.